# Plebejus browni
Plebejus browni är en fjärilsart som beskrevs av Ferris 1970. Plebejus browni ingår i släktet Plebejus och familjen juvelvingar. Inga underarter finns listade i Catalogue of Life.